# Dekanat Gospićki
Dekanat Gospićki – jeden z 5 dekanatów rzymskokatolickich wchodzących w skład diecezji gospicko-seńskiej w Chorwacji. 
Według danych na październik 2015 roku, w jego skład wchodziło 18 parafii.

## Lista parafii
Źródło:
| Lp. | Miejscowość     | Parafia                                        | Proboszcz         | Kościół                                                       | Grafika |
| --- | --------------- | ---------------------------------------------- | ----------------- | ------------------------------------------------------------- | ------- |
| 1   | Aleksinica      | Parafia św. Jana Chrzciciela                   | Ivica Miloš       | Kościół św. Jana Chrzciciela w Aleksinica                     |         |
| 2   | Baške Oštarije  | Parafia Nawiedzenia Najświętszej Maryi Panny   | Marinko Miličević | Kościół Nawiedzenia Najświętszej Maryi Panny w Baške Oštarije |         |
| 3   | Bilaj           | Parafia św. Jakuba Apostoła                    | Zlatan Sušić      | Kościół św. Jakuba Apostoła w Bilaj                           |         |
| 4   | Brušane         | Parafia św. Marcina, biskupa                   | Nikola Turkalj    | Kościół św. Marcina w Brušane                                 |         |
| 5   | Bužim           | Parafia św. Teresy z Avila                     | Nikola Turkalj    | Kościół św. Teresy z Avila w Bužim                            |         |
| 6   | Donje Pazarište | Parafia św. Jakuba Apostoła                    | Ivica Miloš       | Kościół św. Jakuba Apostoła w Donje Pazarište                 |         |
| 7   | Donji Kosinj    | Parafia św. Jana Chrzciciela                   | Ivan Hodak        | Katedra św. Jana Chrzciciela w Donji Kosinj                   |         |
| 8   | Gornji Kosinj   | Parafia św. Antoniego Padewskiego              | Ivan Hodak        | Kościół św. Antoniego Padewskiego w Gornji Kosinj             |         |
| 9   | Gospić          | Parafia Zwiastowania Najświętszej Maryi Panny  | Mile Čančar       | Katedra Zwiastowania Najświętszej Maryi Panny w Gospiciu      |         |
| 10  | Kaluđerovac     | Parafia św. Mikołaja, biskupa                  | Josip Mustać      | Kościół św. Mikołaja w Kaluđerovac                            |         |
| 11  | Klanac          | Parafia Wniebowzięcia Najświętszej Maryi Panny | Ivica Miloš       | Kościół Wniebowzięcia Najświętszej Maryi Panny w Klanac       |         |
| 12  | Lički Novi      | Parafia św. Antoniego Padewskiego              | Zlatan Sušić      | Kościół św. Antoniego Padewskiego w Lički Novi                |         |
| 13  | Lički Osik      | Parafia św. Józefa                             | Luka Blažević     | Kościół św. Józefa w Lički Osik                               |         |
| 14  | Lički Ribnik    | Parafia Świętych Apostołów Piotra i Pawła      | Zlatan Sušić      | Kościół Świętych Apostołów Piotra i Pawła w Lički Ribnik      |         |
| 15  | Perušić         | Parafia Podwyższenia Krzyża Świętego           | Josip Mustać      | Kościół Podwyższenia Krzyża Świętego w Perušić                |         |
| 16  | Smiljan         | Parafia Najświętszej Maryi Panny z Góry Karmel | Nikola Turkalj    | Kościół Najświętszej Maryi Panny z Góry Karmel w Smiljan      |         |
| 17  | Široka Kula     | Parafia św. Macieja Apostoła                   | Luka Blažević     | Kościół św. Macieja Apostoła w Široka Kula                    |         |
| 18  | Trnovac         | Parafia św. Mikołaja, biskupa                  | Nikola Turkalj    | Kościół św. Mikołaja w Trnovac                                |         |